# Камышев (хутор)
Камышев — хутор в Зимовниковском районе Ростовской области. Неофициальное народное название хутора — Конзавод.
Административный центр Камышевского сельского поселения.

## История
Дата основания не установлена. Основан как временное поселение на войсковых землях Сальского округа Области Войска Донского. Согласно алфавитному списку населенных мест Области войска Донского 1915 года во временном поселении Камышево имелось 9 дворов, проживало 29 душ мужского и 28 женского пола
Согласно Всесоюзной переписи населения 1926 года хутор Камышев относился к Копанскому сельсовету Зимовниковского района Сальского округа Северо-Кавказского края, в хуторе проживало 300 человек, из них великороссов — 178, украинцев — 107, калмыков — 15. В период коллективизации был образован колхоз «Сальский животновод»
В мае 1931 года Управлением военных конных заводов хутор Камышев объединен с хуторами Погорелов, Копанской, Крылов, Брянский, Сальский в Зимовниковский военный конный завод № 163. (с 1954 года — Зимовниковский конный завод № 163).
В октябре 1941 года началась эвакуация поголовья скота. В августе 1942 года хутор был оккупирован. Освобождён 29 декабря 1942 года.
В 1992 году племзавод был преобразован в ФГУП ПКЗ «Зимовниковский» (госплемконзавод «Зимовниковский»). С 2007 года — ОАО ПКЗ «Зимовниковский». В 2007 году разделен на два хозяйства: ОАО ПКЗ «Зимовниковский» и ЗАО «Агроплемхоз».

## География

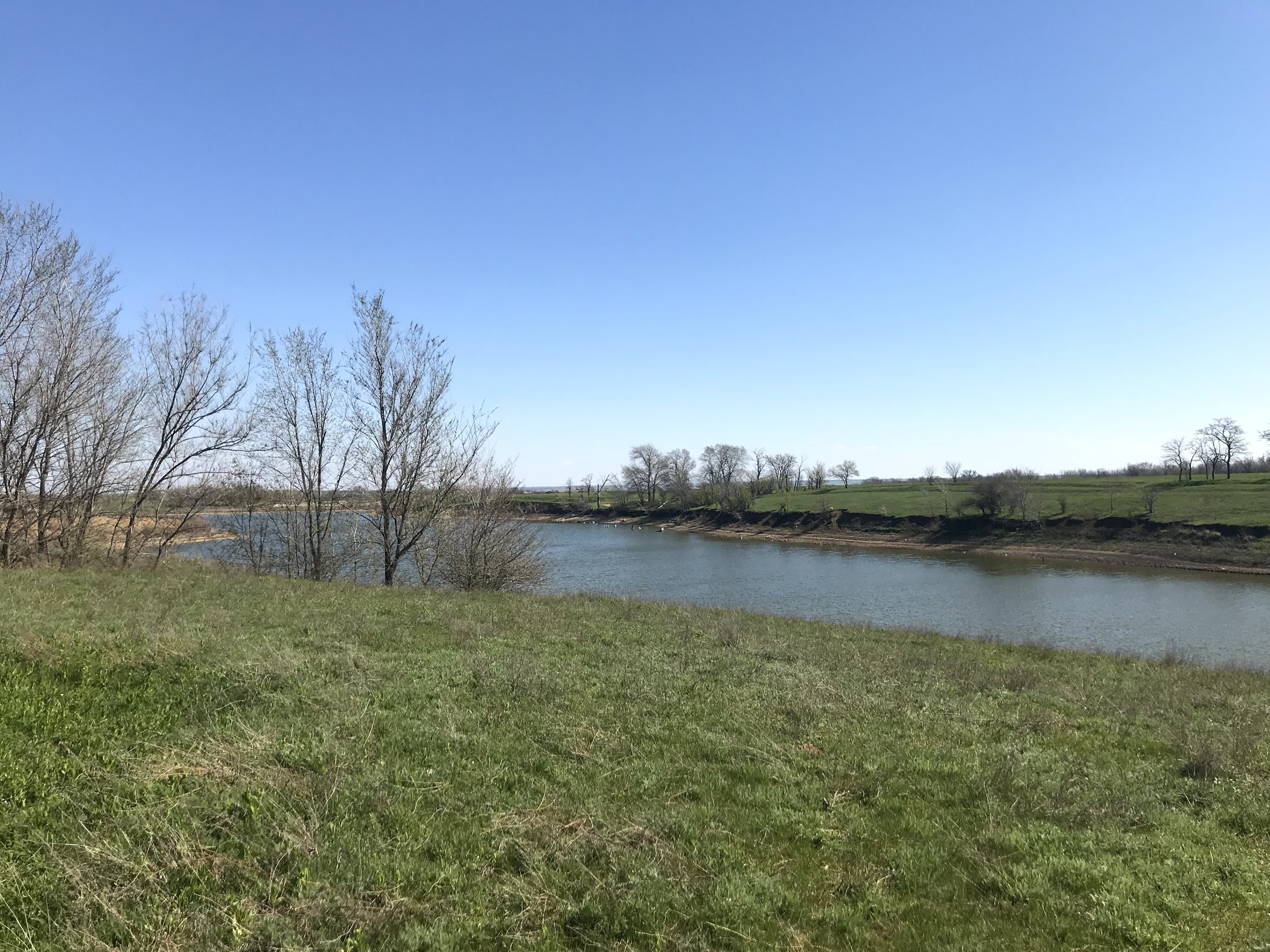
Камышевский пруд с видом на пляжи «Качели» и «Плиты»

Хутор расположен на юге Зимовниковского района в пределах Сальско-Манычской гряды Ергенинской возвышенности, являющейся частью Восточно-Европейской равнины, при реке Балка Камышева (левый приток реки Малая Куберле), на высоте 125—135 метров над уровнем моря. Рельеф местности холмисто-равнинный, в границах хутора имеется одноимённый пруд. Почвы тёмно-каштановые солонцеватые и солончаковые.

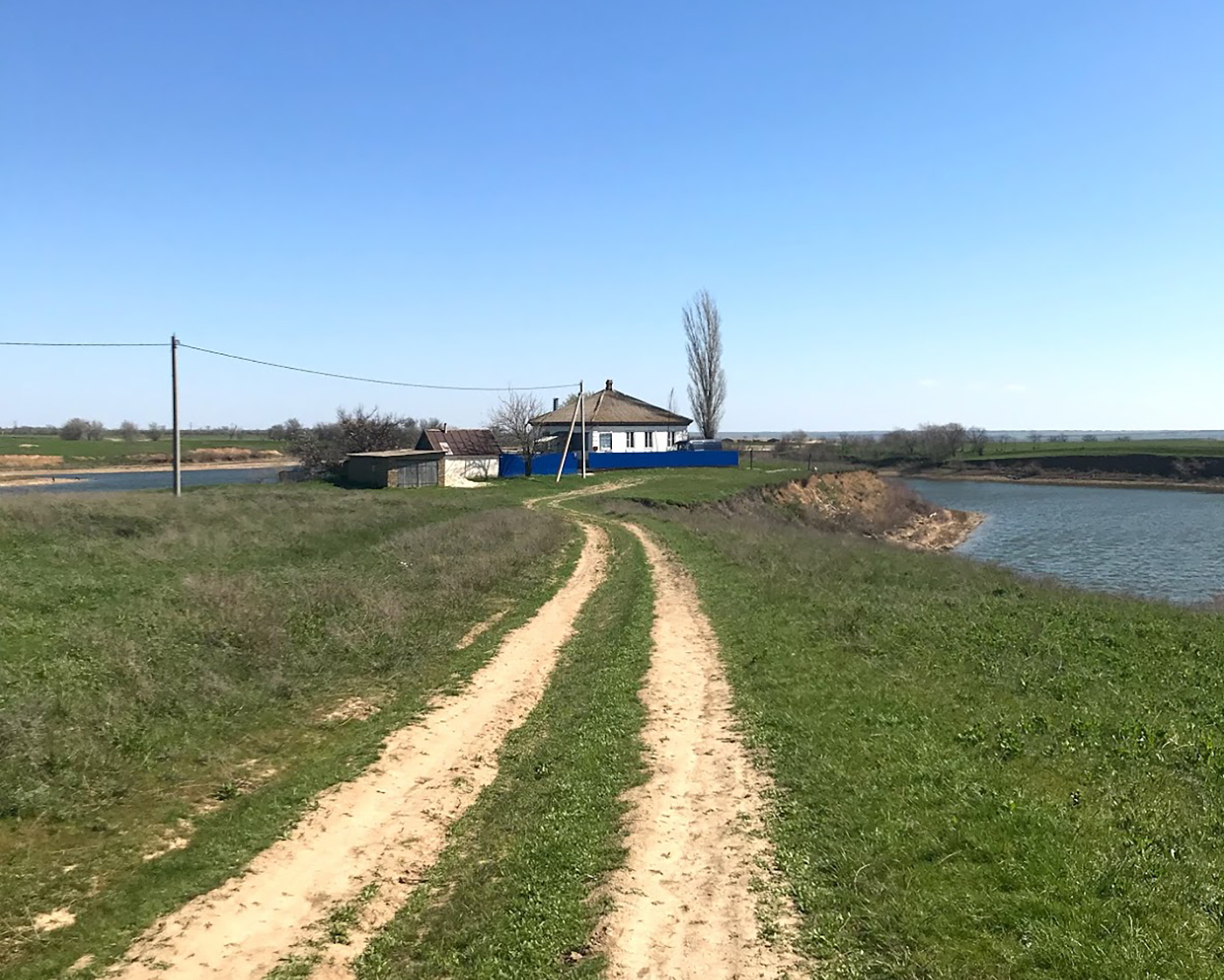
Дом на полуострове около Камышевского пруда

По автомобильной дороге расстояние до Ростова-на-Дону составляет 320 км, до ближайшего города Волгодонск — 87 км, до районного центра посёлка Зимовники — 35 км.

### Климат
Климат умеренный континентальный (согласно классификации климатов Кёппена-Гейгера — Dfa). Среднегодовая температура воздуха положительная и составляет +9,2 °C, средняя температура самого холодного месяца января -5,0 °C, самого жаркого месяца июля +23,5 °C. Расчётная многолетняя норма осадков — 422 мм. Наименьшее количество осадков выпадает в марте, апреле (по 27 мм) и октябре (28 мм), наибольшее в июне (47 мм).

### Улицы
| - ул. Береговая, - ул. Кольцевая, - ул. Мира, - ул. Молодёжная, | - ул. Новая, - ул. Рыбалко, - ул. Степная, - ул. Центральная, - ул. Энергетическая, | - ул. Южная, - пер. Зелёный, - пер. Набережный, - пер. Прямой, - пер. Спортивный. |

Часовой пояс
Зимовники, как и вся Ростовская область, находится в часовой зоне МСК (московское время). Смещение применяемого времени относительно UTC составляет +3:00.

## Население
Динамика численности населения
| 1915 | 1926 | 2002 | 2010 |
| ---- | ---- | ---- | ---- |
| 57   | 300  | 1291 | 1263 |

### Известные люди
- Бондаревский, Иван Тихонович (1912—1982) — Герой Социалистического Труда.
- Савченко, Александр Романович — Герой Российской Федерации.